# Planeta Kumbia
Planeta Kumbia es el segundo álbum de estudio de A.B. Quintanilla y Los Kumbia All Starz. Fue lanzado el 4 de marzo de 2008 por EMI Latin.

## Lista de canciones
| N.º | Título                                       | Escritor(es)                                                           | Duración |  |
| 1.  | «Intro»                                      |                                                                        | 0:40     |  |
| 2.  | «Por Ti Baby» (con Flex)                     | A.B. Quintanilla III, Luigi Giraldo                                    | 3:07     |  |
| 3.  | «Felicidades»                                | A.B. Quintanilla III, Luigi Giraldo                                    | 3:31     |  |
| 4.  | «Gracias» (con Yuri)                         | A.B. Quintanilla III, Luigi Giraldo                                    | 3:49     |  |
| 5.  | «A Puro Grito» (con Amaury Gutiérrez)        | Amaury Gutiérrez                                                       | 3:40     |  |
| 6.  | «No Me Haces Falta»                          | Eliecer Ruben Edey Joseph                                              | 3:01     |  |
| 7.  | «Bésame»                                     | A.B. Quintanilla III, Luigi Giraldo                                    | 3:10     |  |
| 8.  | «Rica y Apretadita» (con Melissa Jiménez)    | Edgardo A. "El General" Franco                                         | 4:01     |  |
| 9.  | «Vuelve» (con Vicentico y La Mala Rodríguez) | Cachorro López, Sebastian Chon, Vicentico, María "La Mala" Rodríguez   | 3:38     |  |
| 10. | «Juegas Conmigo»                             | Amaury Gutiérrez                                                       | 3:09     |  |
| 11. | «Laberinto»                                  | A.B. Quintanilla III, Robert "BoBBo" Gómez, Luigi Giraldo              | 2:55     |  |
| 12. | «Planeta Kumbia»                             | A.B. Quintanilla III, Luigi Giraldo                                    | 3:35     |  |
| 13. | «Dinero»                                     | A.B. Quintanilla III, Luigi Giraldo, Roque Morales, Ricardo Ruiz Pérez | 3:47     |  |
| 14. | «Ya No Te Quiero»                            | A.B. Quintanilla III, Roque Morales, Luigi Giraldo                     | 3:39     |  |
| 15. | «Me Pase de Copas»                           | A.B. Quintanilla III, Luigi Giraldo                                    | 3:42     |  |